# Рябых, Кирилл Филиппович
Рябых Кирилл Филиппович (род. 5 октября 2001 года в Богучаре, Воронежской области, Россия) — российский тяжелоатлет, мастер спорта России, двукратный чемпион России 2022 и 2025 годов, победитель и призер первенств и кубков России. Обладатель рекордов России в рывке, толчке и сумме. Лучший спортсмен 2022 года по версии «Lift or Die». Мастер спорта России.

## Карьера
На чемпионате России 2022 года в Хабаровске в категории до 55 кг стал чемпионом с результатом 228 кг по сумме двоеборья.
В августе 2025 года на чемпионате России в Санкт-Петербурге в категории до 61 кг завоевал золотую медаль с результатом 249 кг по сумме двоеборья. В отдельных упражнениях также стал первым.

## Основные результаты
| Год  | Соревнования     | Место проведения | Весовая категория | Рывок, кг | Толчок, кг | Сумма, кг | Место |
| ---- | ---------------- | ---------------- | ----------------- | --------- | ---------- | --------- | ----- |
| 2021 | Чемпионат России | Ханты-Мансийск   | до 55 кг          | 101       | 122        | 223       | 2     |
| 2022 | Чемпионат России | Хабаровск        | до 55 кг          | 103       | 125        | 228       | 1     |
| 2023 | Чемпионат России | Новый Уренгой    | до 61 кг          | 112       | 140        | 252       | 3     |
| 2025 | Чемпионат России | Санкт-Петербург  | до 61 кг          | 110       | 139        | 249       | 1     |